# Liste de films tournés dans le département du Puy-de-Dôme
Un certain nombre d'œuvres cinématographiques et télévisuelles ont été tournés dans le département du Puy-de-Dôme.
Voici une liste à compléter de films, téléfilms, feuilletons télévisés, films documentaires... tournés dans le département du Puy-de-Dôme, classés par commune et lieu de tournage et date de diffusion.
- Haut – A
- B
- C
- D
- E
- F
- G
- H
- I
- J
- K
- L
- M
- N
- O
- P
- Q
- R
- S
- T
- U
- V
- W
- X
- Y
- Z

## A
- Aulnat
  - 2004 : Les Rivières pourpres 2 : Les Anges de l'apocalypse de Olivier Dahan (Aéroport de Clermont-Ferrand Auvergne)

- Ambert
  - 1965 : Gaspard des montagnes mini-série de Jean-Pierre Decourt
  - 1965:  Les copains de Yves Robert
  - 1990 : Uranus de Claude Berri

- Aurières
  - 1970 : Le Petit Bougnat de Bernard Toublanc-Michel

- Aydat
  - 1955 : Gas-Oil de Gilles Grangier

- Haut – A
- B
- C
- D
- E
- F
- G
- H
- I
- J
- K
- L
- M
- N
- O
- P
- Q
- R
- S
- T
- U
- V
- W
- X
- Y
- Z

## B
- Beaumont
  - 1955 : Gas-Oil de Gilles Grangier

- Haut – A
- B
- C
- D
- E
- F
- G
- H
- I
- J
- K
- L
- M
- N
- O
- P
- Q
- R
- S
- T
- U
- V
- W
- X
- Y
- Z

## C
- Chauriat
  - 2004 : Les Choristes de Christophe Barratier

- Clermont-Ferrand
  - 1955 : Gas-Oil de Gilles Grangier
  - 1969 : Ma nuit chez Maud d'Éric Rohmer
  - 1971 : Le Chagrin et la Pitié de Marcel Ophüls
  - 1975 : Sept morts sur ordonnance de Jacques Rouffio
  - 1991 : La Double Vie de Véronique de Krzysztof Kieślowski
  - 2009 : D'une seule voix de Xavier de Lauzanne
  - 2010 : Camping 2 de Fabien Onteniente
  - 2010 : Ich bin eine Terroristin (Je suis une terroriste) de Valérie Gaudissart[1]
  - 2015 : Belles Familles de Jean-Paul Rappeneau

- Col de la Croix-Morand
  - 1967 : Les Grandes Vacances de Jean Girault

- Courpière
  - 2004 : Les Choristes de Christophe Barratier
  - 2006 : Quand j'étais chanteur de Xavier Giannoli

- Haut – A
- B
- C
- D
- E
- F
- G
- H
- I
- J
- K
- L
- M
- N
- O
- P
- Q
- R
- S
- T
- U
- V
- W
- X
- Y
- Z

## G
- Gelles
  - 1970 : Le Petit Bougnat de Bernard Toublanc-Michel

- Haut – A
- B
- C
- D
- E
- F
- G
- H
- I
- J
- K
- L
- M
- N
- O
- P
- Q
- R
- S
- T
- U
- V
- W
- X
- Y
- Z

## L
- Les Ancizes-Comps
  - 2008 : Le Transporteur 3 d'Olivier Megaton

- La Bourboule
  - 2000 : L'Instit - épisode "Le Choix de Théo" de José Pinheiro
  - 2017 : Sources assassines téléfilm de la Collection Meurtres à..., de Bruno Bontzolakis

- Haut – A
- B
- C
- D
- E
- F
- G
- H
- I
- J
- K
- L
- M
- N
- O
- P
- Q
- R
- S
- T
- U
- V
- W
- X
- Y
- Z

## M
- Maringues
  - 1990 : Uranus de Claude Berri

- Marsac-en-Livradois
  - 1965 : Gaspard des montagnes mini-série de Jean-Pierre Decourt (Étang de Riols)

- Mont-Dore
  - 1967 : Les Grandes Vacances de Jean Girault
  - 2017 : Sources assassines téléfilm de la Collection Meurtres à..., de Bruno Bontzolakis

- Murol
  - 1955 : Gas-Oil de Gilles Grangier

- Haut – A
- B
- C
- D
- E
- F
- G
- H
- I
- J
- K
- L
- M
- N
- O
- P
- Q
- R
- S
- T
- U
- V
- W
- X
- Y
- Z

## O
- Orcet
  - 1955 : Gas-Oil de Gilles Grangier

- Orcines
  - 2010 : Camping 2 de Fabien Onteniente

## P
- Picherande
  - 2015 : L'Annonce[2],[3], téléfilm réalisé par Julie Lopes Curval, avec Alice Taglioni et Éric Caravaca, adaptation du roman éponyme de Marie-Hélène Lafon.

- Haut – A
- B
- C
- D
- E
- F
- G
- H
- I
- J
- K
- L
- M
- N
- O
- P
- Q
- R
- S
- T
- U
- V
- W
- X
- Y
- Z

## R
- Ravel
  - 2004 : Les Choristes de Christophe Barratier (Château de Ravel)

- Riom
  - 1976 : La Meilleure Façon de marcher de Claude Miller

- Haut – A
- B
- C
- D
- E
- F
- G
- H
- I
- J
- K
- L
- M
- N
- O
- P
- Q
- R
- S
- T
- U
- V
- W
- X
- Y
- Z

## S
- Saint-Amant-Roche-Savine
  - 2008 : Le Transporteur 3 d'Olivier Megaton

- Saint-Anthème
  - 1965 : Gaspard des montagnes mini-série de Jean-Pierre Decourt (Barrage des Pradeaux)

- Saint-Bonnet-le-Chastel
  - 1965 : Gaspard des montagnes mini-série de Jean-Pierre Decourt

- Saint-Gervais-d'Auvergne
  - 2008 : Le Transporteur 3 d'Olivier Megaton

## T
- Thiers
  - 1976 : L'Argent de poche de François Truffaut

- Haut – A
- B
- C
- D
- E
- F
- G
- H
- I
- J
- K
- L
- M
- N
- O
- P
- Q
- R
- S
- T
- U
- V
- W
- X
- Y
- Z

## V
- Valcivières
  - 1965 : Gaspard des montagnes mini-série de Jean-Pierre Decourt

- Vernines
  - 1970 : Le Petit Bougnat de Bernard Toublanc-Michel

- Haut – A
- B
- C
- D
- E
- F
- G
- H
- I
- J
- K
- L
- M
- N
- O
- P
- Q
- R
- S
- T
- U
- V
- W
- X
- Y
- Z

## Z
- Haut – A
- B
- C
- D
- E
- F
- G
- H
- I
- J
- K
- L
- M
- N
- O
- P
- Q
- R
- S
- T
- U
- V
- W
- X
- Y
- Z